# Märtyrerspiegel

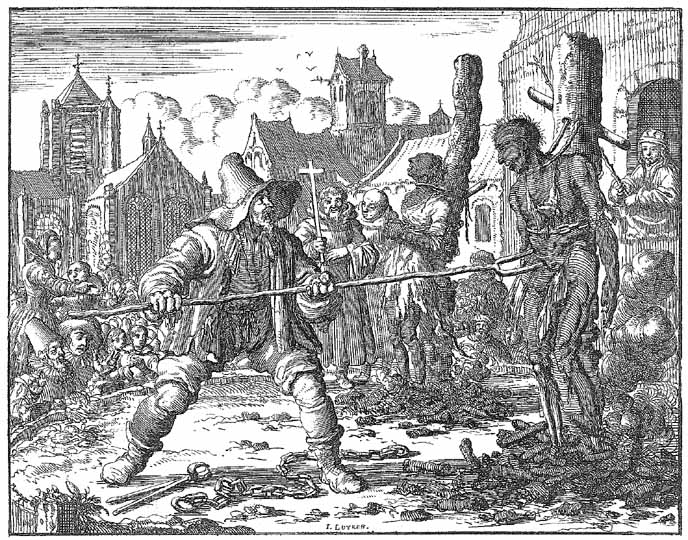
Hinrichtung von David van der Leyen und Levina Ghyselius in Gent, 14. Februar 1554

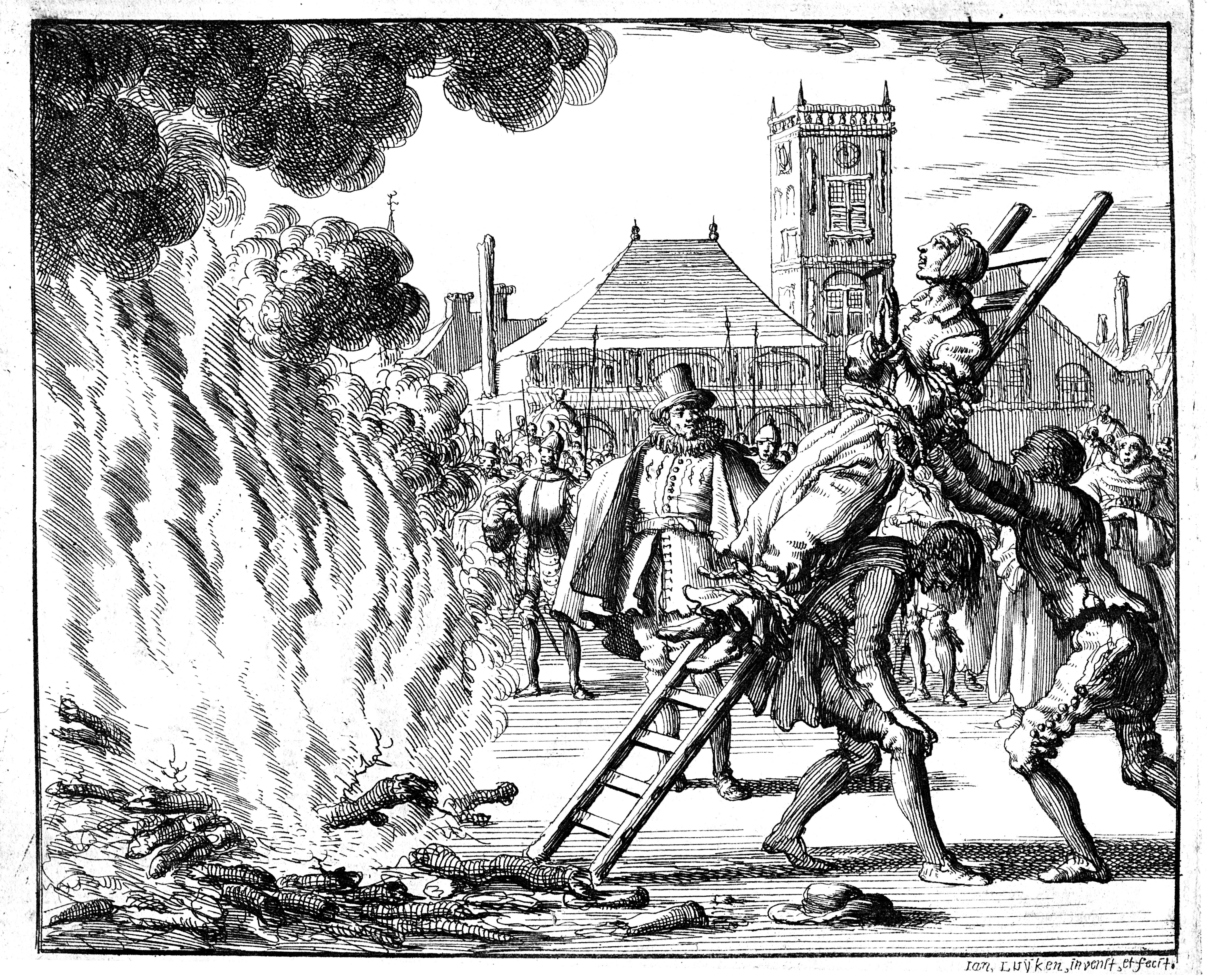
Hinrichtung von Anneken Hendriks

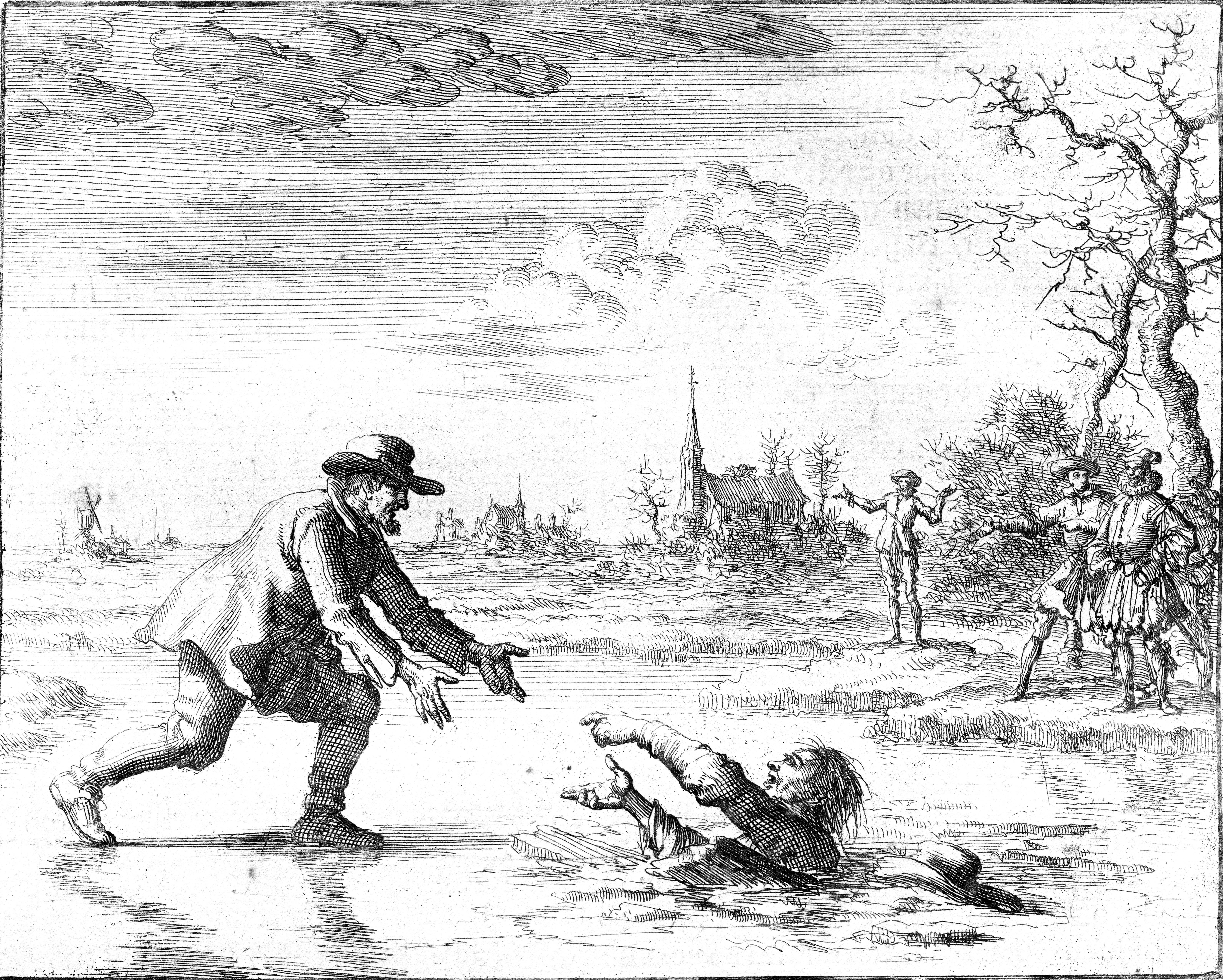
Dirk Willems rettet seinen Verfolger und wird infolgedessen 1569 auf dem Scheiterhaufen verbrannt.

Der Märtyrerspiegel dokumentiert auf weit über 1000 Seiten die Geschichte der christlichen Märtyrer von den Aposteln bis zu den Christen des 16. Jahrhunderts und beschreibt zum Teil ausführlich deren Leiden. Das Buch enthält zudem Briefe gefangener Christen und Testamente hingerichteter Eltern an ihre Kinder. Einen besonderen Schwerpunkt bilden die Martyrien der reformatorischen und mit dem Wiedertäufermandat bedrohten Täufer. Der eigentliche Titel des Märtyrerspiegel ist Der blutige Schauplatz oder Märtyrerspiegel der Taufgesinnten oder wehrlosen Christen, die um des Zeugnisses Jesu, ihres Seligmachers, willen gelitten haben und getötet worden sind, von Christi Zeit bis auf das Jahr 1600.

## Geschichte des Märtyrerspiegels
Der Märtyrerspiegel erschien erstmals 1660 in niederländischer Sprache. Herausgeber war der Älteste der Mennonitengemeinde in Dordrecht Thieleman Janszoon van Braght (1625–1664). Vorläufer des Buches waren unter anderem das bereits 1561 erschienene erste täuferische Martyrologium Het Offer des Herren und das 1615 von Hans de Ries herausgegebene Historie der Martelaren. Die zweite Edition des Märtyrerspiegels erschien 1685 in Amsterdam und wurde mit Stichen des niederländischen Künstlers Jan Luyken illustriert. Die zweite Edition entsprach im Wesentlichen der ersten. Sie wurde jedoch um die anhaltenden Verfolgungen Schweizer Mennoniten ergänzt. In Ephrata / Pennsylvania wurde der Märtyrerspiegel zum ersten Mal in die deutsche Sprache übersetzt.
Die erste deutsche Übersetzung wurde 1748 abgeschlossen. Hinter der deutschen Edition standen nach Nordamerika ausgewanderte deutsche Mennoniten, die im Vorfeld des Siebenjährigen Krieges der Gefahr der Kriegsbegeisterung in den amerikanischen Kolonien entgegenwirken wollten. Diese Edition wurde 1780 in Pirmasens in der Pfalz nachgedruckt. Die erste aus dem Deutschen ins Englische übersetzte Ausgabe erschien 1837.
1699 erschien im holländischen Haarlem erstmals eine niederländische Kurzfassung des Märtyrerspiegels, die 1745 unter dem Titel Das Andenken einiger heiligen Märtyrer auch auf Deutsch erschien.

## Inhalt
Auf rund 1290 Seiten erzählt van Braght die Geschichte der täuferischen Märtyrer, die für ihn mit der Steinigung des Stephanus (Apostelgeschichte, Kapitel 7, Vers 54ff) beginnt und vorerst mit Hans Landis endet, der 1614 wegen seines täuferischen Bekenntnisses in Zürich hingerichtet wurde. Allein 1396 Täufer, ein Drittel von ihnen Frauen, fielen nach seiner Darstellung den grausamen Verfolgungen durch den Staat und die mit ihm verbündeten Kirchen zum Opfer. Hinzu kommen die zum Teil namenlosen Märtyrer der Waldenser und anderer von den offiziellen Kirchen als Ketzer und Häretiker bezeichneter Bewegungen. Daneben versucht van Braght zu zeigen, dass der Verfall der von ihm als biblisch gesehenen Gläubigentaufe Grund und Ursache dieses Martyriums gewesen ist. Für ihn sind die verfolgten und um ihrer Überzeugung willen hingerichteten Christen die wahren Jünger Jesu.